# 218
Cette page concerne l'année 218  du calendrier julien. Pour l'année 218 av. J.-C., voir 218 av. J.-C. Pour le nombre 218, voir 218 (nombre).
L'année 218 est une année commune qui commence un jeudi.

## Événements
- Printemps : Macrin, premier membre de l’ordre équestre parvenu à l’empire, liquide le conflit avec les Parthes en rendant au roi Artaban V ses prisonniers et lui versant deux cents millions de sesterces en réparations pour les dégâts occasionnés par Caracalla[1]. Rome garde la Mésopotamie[2].
- 16 mai : Julia Soaemias, nièce de Julia Domna, la veuve de Septime Sévère, fait proclamer empereur romain son fils Héliogabale, âgé de quatorze ans, au camp d’Emèse, en Syrie[2].
- 17 mai : passage de la comète de Halley[3].
- 8 juin : avec l’appui de l’armée d’Orient, Héliogabale bat Macrin aux confins de la Phénicie et de la Syrie. Macrin ayant acheté une paix jugée honteuse aux Parthes, est tué par ses soldats alors qu’il tentait de fuir[2].
- Hiver 218/219 : Héliogalabe et sa cour sont à Nicomédie[4]. Dion Cassius raconte que le jeune empereur tue son précepteur Gannys pendant une dispute[5].

## Naissances en 218
- Gallien, empereur romain.

## Décès en 218
- Gan Ning, grand pirate du royaume de Wu.
- Macrin, empereur romain.
- Diaduménien, son fils.